# Keegan de Lancie
Keegan de Lancie, all'anagrafe John Keegan de Lancie (Los Angeles, 31 ottobre 1984), è un attore statunitense.

## Biografia
Figlio dell'attore John de Lancie e di Marnie Mosiman, ha un fratello, Owen, nato nel 1987, anch'egli attore.
Il ruolo che lo ha fatto conoscere al grande pubblico è stato quello del figlio di Q, interpretato dal padre, nell'episodio Q2 della serie televisiva Star Trek: Voyager.

## Filmografia

### Cinema
- Alexander, Who Used to Be Rich Last Sunday, regia di Dianne Haak-Edson - cortometraggio (1990)
- Exit to Eden, regia di Garry Marshall (1994)
- Amore a doppio senso (The Velocity of Gary), regia di Dan Ireland (1998)

### Televisione
- The Drew Carey Show Vacation, episodio 3x12 (1997)
- Ally McBeal - serie TV, episodio 3x03 (1999)
- Star Trek: Voyager - serie TV, episodio 7x18 (2001)